# Claudia Schulz (Fußballspielerin)
Claudia Schulz (* 21. August 1978 in Hamburg) ist eine ehemalige deutsche Fußballspielerin.

## Karriere
Die 159 cm große Schulz gelangte über die Jugendvereine Hamburg-Eimsbütteler Ballspiel-Club, Grün-Weiß Eimsbüttel und den Niendorfer TSV zur Saison 2001/02 zum Hamburger SV, dem sie bis zum Saisonende 2003/04 als Mittelfeldspielerin angehörte. Sie spielte – bis auf die Saison 2002/03 – ausschließlich in der Bundesliga. Ihr Debüt gab sie am 19. August 2001 (1. Spieltag) bei der 0:5-Niederlage im Auswärtsspiel gegen den FFC Bauweiler Pulheim; es folgten 16 weitere Punktspiele, in denen sie ohne Torerfolg war.
Ihr einziges Finale bestritt sie am 11. Mai 2002 im Olympiastadion Berlin gegen den 1. FFC Frankfurt; bei der vor 20.000 Zuschauern ausgetragenen Begegnung um den Vereinspokal griff sie – zur zweiten Halbzeit für Mirja Herrmann eingewechselt – ins Spielgeschehen ein, konnte die 0:5-Niederlage jedoch auch nicht verhindern.
Nachdem sie mit ihrem Verein als Meister aus der Regionalliga Nord und der sich anschließenden Aufstiegsrunde zur Bundesliga 2003/04 als Gruppenzweiter hervorgegangen war, kam sie in fünf Punktspielen in der Bundesliga zum Einsatz. Danach schloss sie sich der zweiten Mannschaft an, mit der sie eine Saison lang in der Gruppe Nord der seinerzeit zweigleisigen 2. Bundesliga spielte und anschließend – Abstieg bedingt – eine Saison lang in der Regionalliga Nord. Nach Rückkehr in die 2. Bundesliga Nord, spielte sie noch bis Saisonende 2008/09.
Von Saisonbeginn 2011/12 bis Jahresende 2014 war sie in Garbsen für den TSV Havelse – die Saison 2013/14 nur für die zweite Mannschaft – aktiv. Nach zweijährige Pause spielte sie noch einmal von Januar bis Juni 2017 für die erste Mannschaft; danach beendete sie ihre Spielerkarriere.

## Erfolge
- Meister Regionalliga Nord 2003
- DFB-Pokal-Finalist 2002